# Eero Lauresalo

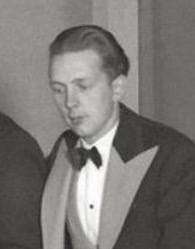
Eero Lauresalo som musiker i Dallapé.

Eero Lauresalo (Lindroos fram till 1945), född 31 januari 1908 i Helsingfors, död 3 augusti 1996 i Helsingfors, var en finländsk basist, sousafonist och arrangör. Lauresalo var en av de äldsta medlemmarna i Dallapé. 

## Biografi
Lauresalos musikkarriär inleddes i slutet av 1920-talet, då han medverkade i orkestern Jazz Saxophone Band, vilken uppträdde på restaurangen Oprik i Helsingfors. Lauresalo uppmärksammades som basist och ingick år 1930 i Dallapé, där han spelade sousafon. 1934 blev Lauresalos huvudinstrument bas, men han fortsatte att även fortsättningsvis verka som sousafonist. Första gången han benämndes som sousafonist var under inspelningen av Martti Jäppiläs Masan polkka 1930. Under fortsättningskriget underhöll Lauresalo finska soldater vid fronten, men under vapenvilan var Lauresalo och Helge Pahlman sysselsatta med att utveckla swingmusiken inom Dallapé. Några av Lauresalos och Pahlmans swingmusik inspelades på skiva av skivbolaget Sointus orkester fram till 1955. När Martti Jäppilä avled 1967 blev Lauresalo ny ledare för Dallapé.